# Сан Бартоломео (Анкона)
Сан Бартоломео (итал. San Bartolomeo) насеље је у Италији у округу Анкона, региону Марке.
Према процени из 2011. у насељу је живело 13 становника. Насеље се налази на надморској висини од 411 м.